# دروز
دروز (‎/druːz/‎ ; عربی: دَرْزِيّ‎ یا دُرْزِيّ , جمع: دُرُوز‎) که خود را مُوَّحِدون می‌نامند، گروه مذهبی باطن‌گرای عرب از غرب آسیا هستند که به آیین دروز پایبندند. این آیین، دینی ابراهیمی، یکتاپرست و التقاطی است که اصول اصلی آن بر یگانگی خدا، تناسخ و جاودانگی روح تأکید دارد.
اگرچه آیین دروز از اسماعیلیه سرچشمه گرفته، دروز خود را مسلمان نمی‌دانند. آن‌ها زبان و فرهنگ عربی را بخش جدایی‌ناپذیر هویت خود می‌دانند و عربی زبان اصلی آن‌هاست. بیشتر آموزه‌های مذهبی دروز مخفی است و پذیرش افراد خارجی در این دین مجاز نیست. ازدواج بین ادیان نادر و به‌شدت نهی شده است. آنها میان افراد روحانی، معروف به «عقال» که اسرار دین را حفظ می‌کنند، و افراد عادی، معروف به «جهال» که به امور دنیوی مشغول‌اند، تمایز قائل می‌شوند. دروز معتقدند که پس از تکمیل چرخه تناسخ، روح با عقل کلی یکی می‌شود.
رسائل الحکمه متن بنیادین و محوری آیین دروز است. این آیین از اسماعیلیه (شاخه‌ای از شیعه) سرچشمه گرفته و تحت تأثیر سنت‌های گوناگونی از جمله مسیحیت، گنوسیسم، نوافلاطونیسم، مزدیسنا، مانویت و فیثاغورثی‌گری قرار گرفته است. این تأثیرات به شکل‌گیری الهیاتی متمایز و مخفی منجر شده که با تفسیر باطنی متون مقدس، بر اهمیت عقل و حقیقت‌گویی تأکید دارد. باورهای دروز شامل مفاهیمی مانند تجلی الهی و تناسخ است.
دروز شعیب را بسیار ارج می‌نهند و او را همان رعوئیل کتاب مقدس می‌دانند. آنها آدم، نوح، ابراهیم، موسی، عیسی، محمد و امام اسماعیلی، محمد بن اسماعیل را به‌عنوان پیامبران خود می‌شناسند. همچنین، سنت  دروز شخصیت‌هایی مانند سلمان پارسی، خضر (که با الیاس، یحیی و جرجیس یکی دانسته می‌شود)، ایوب، لوقا و دیگران را به‌عنوان «مربیان» و «پیامبران» گرامی می‌دارد.
آیین دروز یکی از گروه‌های دینی اصلی در شام است و بین ۸۰۰٬۰۰۰ تا یک میلیون پیرو دارد. آنها عمدتاً در لبنان، سوریه و اسرائیل ساکن‌اند و جوامع کوچک‌تری در اردن دارند. دروز ۵٫۵ درصد جمعیت لبنان، ۳ درصد سوریه و ۱٫۶ درصد اسرائیل را تشکیل می‌دهند. قدیمی‌ترین و پرجمعیت‌ترین جوامع دروز در کوه لبنان و جنوب سوریه، اطراف جبل‌الدروز (به معنای واقعی «کوه دروز») قرار دارند. جامعه دروز نقش مهمی در شکل‌گیری تاریخ شامات ایفا کرده و همچنان نقش سیاسی قابل‌توجهی دارد. به‌عنوان یک اقلیت مذهبی، آن‌ها اغلب با آزار و اذیت از سوی رژیم‌های مختلف اسلامی، از جمله افراط‌گرایی اسلامی معاصر، مواجه بوده‌اند.
نظریه‌های متعددی دربارهٔ خاستگاه دروز مطرح شده، اما فرضیه عربی بیشترین پذیرش را در میان مورخان، روشنفکران و رهبران مذهبی جامعه دروز دارد. این فرضیه تأثیر عمیقی بر خودانگاره دروز، هویت فرهنگی و سنت‌های شفاهی و مکتوب آنها دارد. این نظریه پیشنهاد می‌دهد که دروز از دوازده قبیله‌های عرب که پیش از دوره اسلامی و در طول آن به شام مهاجرت کرده‌اند، سرچشمه گرفته‌اند. این دیدگاه از سوی تمامی جوامع دروز در سوریه و لبنان و اکثر دروزی‌های اسرائیل پذیرفته شده است.

## ریشه نام
نام «دروز» از محمد بن اسماعیل دَرزی (که در زبان فارسی به‌معنی «خیاط» است) گرفته شده است، هرچند خود دروز او را بی‌دین می‌دانند. برخی معتقدند نام «دروز» از نشتکین دروزی گرفته شده است که از خلفای فاطمی مصر جدا شد و به لبنان گریخت تا در آنجا دین خود را گسترش دهد.

## بنیان‌گذاری و باور
مذهب دروز شاخه‌ای از اسماعیلیه است. این مذهب نخستین بار در سال ۴۰۸ قمری در قاهره و در مسجد ریدان پایه‌گذاری شد. با این حال، برخی آن را باوری مستقل می‌دانند. بنیان‌گذار اصلی این مذهب یک ایرانی به نام حمزه ابن علی بن احمد زوزنی زادهٔ شرق ایران و معروف به «لباد» بود.
دروز، با اینکه از دید دینی از مسلمانان اسماعیلی منشعب شده‌اند، خود را مسلمان نمی‌دانند بلکه پیرو منطق و فلسفه معرفی می‌کنند. رهبران دینی دروز «عقال» و رهبر آن‌ها «شیخ عقل» نامیده می‌شود، و منشأ علما و رهبران آن‌ها افلاطون است.
این مذهب به الوهیت (الحاکم بامرالله) و حتی برخی از خلفای سابق فاطمی مانند القائم باور داشته است. به تدریج، از سال ۴۳۵ قمری به بعد، جامعه دروز به یک جامعه بسته تبدیل شد، به‌گونه‌ای که نه پذیرای گروندگان جدید بود و نه اجازهٔ ارتداد و خروج از دین را به پیروان خود می‌داد. پیروان این مذهب، بیشتر در منطقه حاصیبا، حلب غربی، کوه هرمن، و کوه حوران در کشورهای سوریه و لبنان امروزی گسترش یافتند.

## تاریخچه
در سال ۱۱۸۷ میلادی، در جریان جنگ‌های صلیبی، دروز در نبرد حطین با صلیبی‌ها جنگیدند و آن‌ها را شکست دادند. این اقدام موجب شد که اعتماد ایوبیان و زنگیان را جلب کنند و وارد دستگاه حکومتی آن‌ها شوند. در نبرد عین جالوت نیز در کنار نیروهای ممالیک بحری، علیه تاتارها و مغول‌ها جنگیدند.
دروز در دورهٔ امپراتوری عثمانی در برابر حملهٔ محمدعلی به شام مقاومت کردند و در جبل العرب، در جنوب دمشق، نیروهای مصری را که تحت فرماندهی «شیخ یحیی الحمدان» بودند، شکست دادند. پس از چندین تلاش ناموفق عثمانی‌ها برای تسلط بر جبل‌العرب، دروز علیه سلطهٔ عثمانی شورش کردند. در سال ۱۹۱۱ میلادی، امپراتوری عثمانی پس از دستیابی به کنترل کامل منطقه، رهبران جبل‌العرب، از جمله «ذوقان الاطرش» و «یحیی عامر» را اعدام کرد.
در جنگ جهانی اول، دروز به شریف حسین اعلام وفاداری کردند و صدها نفر از آن‌ها به ارتش عرب پیوستند. آن‌ها ابتدا در جبل‌العرب و سپس در دمشق عثمانی‌ها را شکست دادند. به دلیل حمایتشان از تشکیل دولت لبنان بزرگ که توسط امیر فخرالدین المعنی تأسیس شد، مورد آزار عثمانی‌ها قرار گرفتند.
در سال ۱۹۲۵ میلادی، آن‌ها به رهبری سلطان الاطرش نقشی کلیدی در مبارزه با اشغالگری فرانسه در سوریه ایفا کردند. مخالفت فرانسه با تشکیل دولت دروزی، موجب شد که قیام انقلاب سوریه آغاز شود. از دیگر شخصیت‌های برجستهٔ دروز ی سوریه می‌توان به فرید الاطرش، هنرمند، خواهر خواننده‌اش اسمهان، و فهد بلان، خواننده و بازیگر اشاره کرد.

## اعتقادات

### خدا
مفهوم خدا در دین دروزی به صورت وحدت سختگیرانه و غیرقابل انکار توصیف می‌شود؛ زیرا در باور آنها عقل انسان قادر به درک عظمت صفات خداوند نیست. آموزه اصلی دروز بیان می‌کند که خداوند هم متعالی و هم حاضر است، به طوری که او فراتر از تمام صفات است، اما در عین حال حاضر است.
آنها در تمایل خود به حفظ اعتراف سختگیرانه به وحدت، از خداوند تمام صفات را زدوده‌اند (تنزیه). در خداوند، هیچ صفتی مجزا از ذات او نیست. او نه به واسطه دانایی، توانمندی و عدالت، بلکه به واسطه ذات خود، دانا، توانمند و عادل است. خداوند «کل وجود» است. نه «فراتر از وجود» یا بر تختش که او را «محدود» می‌کند. دربارهٔ او نه «چگونه»، نه «کی» و نه «کجا» صادق است؛ او غیرقابل درک است.
در این آموزه، آنها شبیه به بدنه نیمه‌فلسفی و نیمه‌دینی هستند که تحت حاکمیت مأمون رونق یافت و با نام معتزله و انجمن اخوان‌الصفا شناخته می‌شد.
برخلاف معتزله، و مشابه با برخی شاخه‌های تصوف، دروز به مفهوم تجلی (به معنای ظهور الهی) باور دارند. تجلی اغلب توسط پژوهشگران و نویسندگان به اشتباه فهمیده می‌شود و معمولاً با مفهوم تجسد اشتباه گرفته می‌شود.
تجسد باورهای روحانی اساسی در دروز و برخی سنت‌های فکری و روحانی دیگر دیده می‌شود. در یک حس عرفانی، تجسد به نوری از خداوند اشاره دارد که توسط برخی عرفای دست‌یافته به سطح بالایی از پاکی در سفر روحانی تجربه می‌شود. بدین ترتیب، خداوند به عنوان لاهوت (الهی) که نور خود را در مقام ناسوت (جهان مادی) تجلی می‌دهد بدون اینکه ناسوت لاهوت شود درک می‌شود. این مانند تصویر کسی است در آینه است اما به آینه تبدیل نمی‌شود. دست‌نوشته‌های دروز تأکید می‌کنند و هشدار می‌دهند که باور ناسوت به عنوان خدا اشتباه است. مردم، پژوهشگران و ناظران دیگر، با نادیده گرفتن این هشدار، الحاکم و دیگر شخصیت‌ها را الهی دانسته‌اند. در دیدگاه کتاب مقدس دروزی، تجلی، نقش مرکزی دارد. که تجلی زمانی رخ می‌دهد که انسانیت جستجوگر نابود شود تا صفات و نور الهی توسط فرد تجربه شود.

### کتاب‌های مقدس
متون مقدس دروز شامل قرآن و رسائل حکمت است. دیگر نوشته‌های قدیمی دروز شامل رسائل الهند (رسائل هند) و دست‌نوشته‌های از دست‌رفته (یا پنهان شده) مانند المنفرد بذاته و الشریعه الروحانیه و دیگر نوشته‌های تعلیمی و جدلی است.

### تناسخ
تناسخ اصلی‌ترین اصل در دین دروز است. تناسخ بلافاصله پس از مرگ فرد رخ می‌دهد؛ زیرا دوگانگی ابدی بین بدن و روح وجود دارد و روح بدون بدن نمی‌تواند وجود داشته باشد. روح انسان فقط به بدن انسانی منتقل می‌شود. برخلاف سیستم‌های اعتقادی نوافلاطونی، هندو و بودایی که بر اساس آنها ارواح می‌توانند به هر موجود زنده‌ای منتقل شوند. علاوه بر این، یک دروز مرد فقط می‌تواند به عنوان یک دروز مرد دیگر و یک دروز زن فقط به عنوان یک دروز زن دیگر تناسخ یابد. یک دروز نمی‌تواند در بدن یک غیر دروز تناسخ یابد. همچنین، ارواح نمی‌توانند تقسیم شوند و تعداد ارواح موجود در جهان محدود است. چرخه تولد دوباره پیوسته است و تنها راه برای رهایی از طریق تناسخ‌های متوالی است. زمانی که این اتفاق بیفتد، روح با ذهن کیهانی متحد می‌شود و به خوشبختی نهایی دست می‌یابد.

### پیمان محافظ زمان
پیمان محافظ زمان (میثاق ولی‌الزمان) به عنوان دروازه ورود به دین دروز در نظر گرفته می‌شود و دروز باور دارند که همه دروز در زندگی‌های گذشته خود این منشور را امضا کرده‌اند و این منشور با ارواح انسانی پس از مرگ تجلی می‌کند. متن پیمان چنین است:
من به مولایمان الحاکم تکیه می‌کنم، خدای تنها، فرد، ابدی، که از زوج‌ها و اعداد جدا است، (شخصی) که فرزند (شخصی) است، اعتراف را بر خود و روح خود پذیرفته است، در سلامت ذهن و بدن خود، در پذیرفتن و پیروی از اوامر و نه مجبور، که از تمام اعتقادات، مقالات و تمام ادیان و باورها بر تفاوت‌هایشان جدا شده است، و او چیزی را جز اطاعت از مولای قادر مطلق الحاکم نمی‌داند، و اطاعت عبادت است و او در عبادت هیچ‌کس دیگری شرکت نمی‌کند یا انتظار نمی‌کشد، و اینکه روح و بدن و مال و تمام دارایی‌های خود را به مولای قادر مطلق الحاکم تسلیم کرده است.

### عبادتگاه
خانه‌های دعای دروز به نام خلوا، خلوة، خلوت یا خلوات شناخته می‌شوند. مقدس‌ترین مکان دروز در خلوة البیضا قرار دارد.

### باطن‌گرایی
دروز معتقدند بسیاری از تعالیمی که توسط پیامبران، رهبران دینی و کتاب‌های مقدس داده شده‌اند، معانی باطنی دارند که برای اهل عقل حفظ شده‌اند. به طوری که برخی از تعالیم به صورت نمادین و استعاری هستند و فهم کتاب‌های مقدس و تعالیم را به سه لایه تقسیم می‌کنند.
این لایه‌ها طبق نظر دروز به شرح زیر هستند:
- آشکار یا ظاهری (ظاهر) که برای هر کسی که می‌تواند بخواند یا بشنود قابل دسترسی است.
- پنهان یا باطنی (باطن) که برای کسانی که مایل به جستجو و یادگیری از طریق مفهوم تفسیر هستند قابل دسترسی است.
- پنهان پنهان‌ها، مفهومی به نام اناگوگ که برای همه به جز شمار کمی از افراد واقعاً روشنفکر که طبیعت جهان را به درستی درک می‌کنند غیرقابل دسترسی است.

دروز معتقد نیستند که معنای باطنی، معنای ظاهری را نسخ می‌کند یا لزوماً لغو می‌کند. حمزه بن علی ادعاهای چنین را رد می‌کند و می‌گوید اگر تفسیر باطنی طهارت، پاکی قلب و روح باشد به این معنی نیست که فرد می‌تواند پاکی فیزیکی خود را کنار بگذارد؛ زیرا اگر فرد در سخنان خود صادق نباشد نماز بی‌فایده است و اینکه معانی ظاهری و باطنی مکمل یکدیگر هستند.

### اصول اخلاقی
دروز از هفت اصل اخلاقی یا وظیفه پیروی می‌کنند که به عنوان هسته ایمان در نظر گرفته می‌شود که عبارتند از:
1. راستی در گفتار و صداقت زبان.
2. حفاظت و کمک متقابل به برادران در ایمان.
3. ترک همه اشکال عبادت‌های قبلی (به ویژه، اعتقادات نادرست) و باورهای غلط.
4. دوری از شیطان (ابلیس) و همه نیروهای شر (ترجمه شده از عربی طغیان، به معنای "استبداد").
5. اعتراف به وحدت خدا.
6. تسلیم به اعمال خداوند هر چه که باشد.
7. تسلیم و رضایت کامل به اراده الهی خداوند در هر دو حالت پنهان و آشکار.

### تقیه
پیچیدگی هویت آنها عادت تقیه (پنهان کردن یا تغییر باورهای خود در صورت لزوم) است که آنها از اسماعیلیه و ماهیت باطنی دین پذیرفته‌اند. که در آن بسیاری از تعالیم به صورت سری نگهداری می‌شوند. این کار به منظور حفظ دین از کسانی است که هنوز آماده پذیرش تعالیم نیستند و بنابراین ممکن است آن را اشتباه فهمیده‌اند. همچنین برای محافظت از جامعه در زمان در خطر است. برخی از آنان ادعا می‌کنند که مسلمان یا مسیحی هستند تا از آزار و اذیت جلوگیری کنند. دروز در کشورهای مختلف می‌توانند سبک زندگی‌های کاملاً متفاوتی داشته باشند.

### تجلی
حمزه بن علی بن احمد به عنوان بنیان‌گذار دروز و نویسنده اصلی دست‌نوشته‌های دروز دانسته می‌شود. او نوشت که خداوند انسان شده و به شکل انسان درآمده است. خلیفه فاطمی، حاکم بأمرالله شخصیتی مهم در دین دروز است و محمد بن اسماعیل، بنیان‌گذار این دین، او را در سال ۱۰۱۸ در جای تجسد خدا اعلام کرد. دروز معتقدند که حاکم بأمرالله در پایان زمان بازخواهد گشت تا جهان را قضاوت و پادشاهی خود را برقرار کند. در حالی که حمزه بن علی به عنوان تجسد عیسی، ذهن جهانی (عقل) که به الحاکم مرتبط است، در نظر گرفته می‌شود.
به نظر می‌رسد نویسنده نامه گزارش یهودیان و مسیحیان (خبر الیهود و النصاری) بخشی از جلد اول رسائل حکمت، فردی دروز بوده است.
تاریخ‌نگار دیوید آر. دبلیو. بریر، دروز را غالیان اسماعیلیه تعریف می‌کند؛ زیرا ایشان دربارهٔ خلیفه حاکم بأمرالله اغراق کردند و او را خدا شمردند. او همچنین دروز را به عنوان دینی که از اسلام منحرف شده، تعریف می‌کند. او همچنین افزود که به دلیل این انحراف «به نظر می‌رسد دین دروز به اندازه‌ای متفاوت از اسلام است که اسلام از مسیحیت یا مسیحیت از یهودیت متفاوت است».

### نبوت
شناسایی پیامبران در دین دروز به سه نوع خود پیامبر (ناطق)، پیروان آنها (اساس)، و شاهدان پیام آنها (حج) دسته‌بندی می‌شود.
عدد ۵ در دین دروز دارای اهمیت خاصی است. در این زمینه اعتقاد بر این است که پیامبران بزرگ به گروه‌های پنج‌گانه می‌آیند. در زمان یونان باستان، این پنج‌گانه شامل فیثاغورس، افلاطون، ارسطو، پارمنیدس، و امپدوکلس بودند. در سده اول، پنج‌گانه شامل عیسی مسیح، یحیی تعمیددهنده، سنت متی، سنت مرقس و سنت لوک بودند. همچنین پنج‌گانه بنیان‌گذار این دین شامل حمزه بن علی بن احمد، محمد بن وهب قریشی، ابوالخیر سلامه بن عبدالوهاب السمرری، اسماعیل بن محمد التمیمی و المقتنا بهاءالدین بودند.
سنت  دروز حمزه بن علی احمد و سلمان فارسی را به عنوان مربیان و پیامبران گرامی می‌دارد و معتقد است که آنها تجسد ایده توحیدی هستند.

### باورهای دیگر
دروز هرچند طلاق را نامطلوب اما مجاز می‌دانند. آنها ختنه را ضروری نمی‌دانند. ارتداد ممنوع است و آنها معمولاً خدمات دینی خود را در شب‌های پنج‌شنبه برگزار می‌کنند. دروز در مسائل دینی که دین خودشان حکمی دربارهٔ آن ندارد، از قوانین حنفی سنی پیروی می‌کنند.
عبادت رسمی دروز محدود به جلسات هفتگی در شب‌های پنج‌شنبه است که در آن همه اعضای جامعه گرد هم می‌آیند تا قبل از اینکه آنهایی که به اسرار دین پی نبرده‌اند (جُهال، یا نادان) مرخص شوند دربارهٔ مسائل محلی بحث کنند. سپس آنهایی که عقال یا روشنفکر هستند (آنهایی که به کتاب‌های مقدس دروز آشنا هستند) باقی می‌مانند تا بخوانند و مطالعه کنند.

## سکونتگاه‌ها
در سوریه، بیشتر دروز در نواحی کوهستانی جنوب غربی سوریه همچون جبل الشمس، جبل العرب یا جبل الدُروز ساکن هستند و بیش از نود درصد جمعیت آن مناطق را تشکیل می‌دهند و در آنجا بیش از صد و بیست روستا دارند.سابقه سکونت دروز در جبل‌الدروز به حدود هزار سال پیش برمی‌گردد؛ به زمان خلافت فاطمیان در مصر.
مؤسسه مطالعات دُروز تخمین زده که حدود چهل تا پنجاه درصد از درزیان جهان در سوریه، سی تا چهل درصد در لبنان، شش تا هفت درصد در اسرائیل، یک تا دو درصد در اردن و نزدیک به دو درصد هم در دیگر کشورهای خاورمیانه سکونت دارند.
جوامع دروز بسیاری هم در کشورهای اروپایی، انگلیسی‌زبان، لاتین‌زبان (ونزوئلا، کلمبیا، و برزیل) و آفریقای غربی یافت می‌شود.
جمعیت روی هم رفتهٔ دروز جهان هشتصد هزار تا یک میلیون تن برآورد شده است که بیشتر در شام ساکن هستند.

## جامعه

### سوریه
از شخصیت‌های سرشناس دروز ی سوریه، می‌توان به فرید الاطرش، هنرمند و خواهر خواننده او، اسمهان، و همین‌طور فهد بلان، خواننده و بازیگر اشاره کرد.

### لبنان
از سال ۱۹۳۲ آمار رسمی از شمار دروز ی ساکن لبنان وجود ندارد، اما منابع غیررسمی تعداد آنها را بین ۳۵۰ تا ۴۰۰ هزار نفر برآورد کرده‌اند. اداره امور جامعه دروز ی لبنان بر عهده نهادی به نام «مشیخه عقل» است. سیاستمداران دروز نقش برجسته‌ای در صحنه سیاسی لبنان دارند و کمال جنبلاط و پسر او ولید جنبلاط و همین‌طور مجید ارسلان از سیاستمداران برجسته لبنانی هستند. مارونی‌ها و دروز نقش مؤثری در بنای لبنان امروزی داشتند.

### اسرائیل
با تأسیس اسرائیل، برخی از آنها در محدوده آن کشور ماندند اما برخی دیگر به لبنان و سوریه بازگشتند. بر پایه برخی منابع دروز در هنگام تشکیل اسرائیل با دولت به توافقی رسیدند که بر اساس آن در ازای پذیرش خدمت اجباری در ارتش اسرائیل، امتیازاتی بگیرند. آنها در اسرائیل به عنوان یک طایفه مستقل، برای رسیدگی به مسائل و اختلافات درونی، دادگاه ویژه خود را دارند و فرهنگ و زبان آنها عربی است.
سازمان مرکزی آمار اسرائیل، شمار دروز ی ساکن اسرائیل حدود ۱۴۳ هزار نفر اعلام کرده که معادل ۱/۶٪ از کل جمعیت اسرائیل است. ۱۸ هزار نفر از آنها در بلندی‌های جولان زندگی می‌کنند. بیشتر دروز ی اسرائیل در مناطق جلیل و جبل کرمل زندگی می‌کنند و با اعضای طایفه خود در سوریه و لبنان در ارتباط مستمر هستند.